# Sideritis scordioides
Espèce
Classification phylogénétique
Sideritis scordioides est une espèce de plantes à fleurs de la famille des Lamiaceae. C'est un sous-arbrisseau méditerranéen qu'on rencontre dans les garrigues. Les feuilles veloutées sont fortement dentées. Celles de l'inflorescence sont même épineuses. Les fleurs, d'un jaune pâle, forment un épi allongé. Les dents du calice sont inégales, les supérieures plus longues que les autres, et toutes étalées après la floraison. Elle est présente dans les Baux de Provence.
Sideritis hyssopifolia, plante présente dans le Dauphiné, lui ressemble mais a des feuilles entières (genres feuilles d'hysope).